# Brooklynn Proulx
Pour les articles homonymes, voir Proulx.
Brooklynn Proulx est une actrice canadienne, née le 27 avril 1999 à Cranbrook, Colombie-Britannique.

## Biographie
Elle est principalement connue pour avoir interprété le rôle de la jeune Claire Abshire dans le film de 2009, Hors du temps, ainsi que celui de Mary James dans le film de 2007, L'Assassinat de Jesse James par le lâche Robert Ford.

## Filmographie
Sauf indication contraire, les informations mentionnées dans cette section peuvent être confirmées par la base de données cinématographiques IMDb,  présente dans la section « Liens externes ».

### Cinéma
- 2005 : Le Secret de Brokeback Mountain de Ang Lee : Jenny à 4 ans
- 2005 : Six Figures (en) de David Christensen (en) : Sophie
- 2007 : L'Assassinat de Jesse James par le lâche Robert Ford (The Assassination of Jesse James by the Coward Robert Ford) de Andrew Dominik : Mary James
- 2008 : Fireflies in the Garden de Dennis Lee : Leslie Lawrence
- 2008 : The Lazarus Project de John Patrick Glenn : Katie Garvey
- 2009 : Hors du temps (The Time Traveler’s Wife) de Robert Schwentke : Clare Abshire jeune
- 2010 : Valentine's Day de Garry Marshall : Madison
- 2010 : Le Silence des ombres (Shelter) de Måns Mårlind et Björn Stein : Sammy
- 2010 : Piranha 3D de Alexandre Aja : Laura Forester

### Télévision

#### Séries télévisées
- 2007 : Saving Grace : Maddy (saison 1, épisode 1)

#### Téléfilms
- 2004 : Michael Jackson : du rêve à la réalité (Man in the Mirror: The Michael Jackson Story) de Allan Moyle : Paris
- 2006 : Touch the Top of the World de Peter Winther : Emma à 6 ans
- 2007 : Perdus dans la tempête (Lost Holiday: The Jim and Suzanne Shemwell Story) de Gregory Goodell : Taryn
- 2007 : The Newtones de Justin Machnik : Hayley Newtone
- 2007 : Intime Danger (Don't Cry Now) de Jason Priestley : Amanda
- 2011 : Le Plus Beau des cadeaux (Dear Santa) de Jason Priestley : Sharla

## Distinctions
Nominations
- Saturn Award :
  - Nommée au Saturn Award du meilleur jeune acteur 2010 (Hors du temps)